# Max Schirner
Max Schirner (* 6. November 1891 in Berlin; † 15. August 1952 in Berlin-Charlottenburg) war ein Pionier der Sportfotografie in Deutschland.

## Leben
Schirner war zunächst als Redakteur für mehrere Zeitungen tätig, darunter die Frankfurter Zeitung und das Berliner Tageblatt. In seiner Freizeit betrieb er Leichtathletik und Fußball und war ein Gründungsmitglied des SC Charlottenburg.
Nach dem Ersten Weltkrieg machte sich Schirner als Fotograf selbständig, ohne je eine Ausbildung in dieser Richtung abgeschlossen zu haben. 1924 gründete er die Agentur Schirner Pressebild Berlin, die 1930 in Sportbild Schirner umbenannt wurde. Die Agentur entwickelte sich zu einer der wichtigsten ihrer Branche und zählte bei den Olympischen Sommerspielen 1936 in Berlin zu den wenigen  akkreditierten Berichterstattern. Bei der Agentur waren Fotografen wie Wolfgang Albrecht und Heinrich von der Becke angestellt.
Max Schirner starb 1952. Seine Tochter Susanne Seiffert-Schirner übernahm anschließend die Leitung der Agentur. Sie starb im Alter von 85 Jahren am 18. August 2017 in Potsdam. Ein Teil der Fotos der Agentur Sportbild Schirner befindet sich im Bildarchiv des Deutschen Historischen Museums (DHM) in Berlin.

## Werke
- Sportphotographie. W. Knapp Verlag, Halle/Saale 1927, 28 Seiten
- Um den Sportrekord. Bruckmann Verlag, München 1936, 22 Seiten